# Can Sastre
Can Sastre és una obra de Bordils (Gironès) inclosa a l'Inventari del Patrimoni Arquitectònic de Catalunya.

## Descripció
És un edifici residencial de planta quadrangular, desenvolupat en planta baixa i dos pisos. La coberta és de teula àrab a dues vessants. Les façanes són arrebossades i pintades, deixant a la vista els carreus que emmarquen les obertures de la planta baixa a la façana de llevant. Les obertures superiors d'aquesta façana presenten senzilles decoracions imitant guardapols. La llosana del balcó és de pedra motllurada i la barana de ferro colat. Les baranes del segon pis estan formades per balustres. La façana és dividida amb línies d'imposta motllurades i es troba rematada per un frontó a la part superior.
La façana de ponent és ocupada per una gran galeria que es desenvolupa en tres plantes. Les obertures tenen forma d'arcs de mig punt que descansen sobre una línia d'imposta motllurada i pilars quadrats. Les baranes són calades. Inicialment, a la galeria de ponent hi havia unes obertures més petites laterals, actualment tapades.

## Història
En la part central de l'arc rebaixat de la porta principal hi ha cisellat : "Any 1904, Josep Sastre". Actualment l'edifici és compartimentat en tres estatges, un per planta.